# Laudenbach (Brotterode-Trusetal)
Laudenbach ist ein Ortsteil von Brotterode-Trusetal im Landkreis Schmalkalden-Meiningen in Thüringen.

## Lage
Laudenbach befindet sich in einem schmalen, schattigen Seitental der Truse auf der Südseite des Thüringer Waldes bei Brotterode.  Laudenbach ist verkehrsmäßig über die Kreisstraße 2506 und die Landesstraße 1024 zu erreichen.

## Geschichte
Am 17. Februar 1185 wurde das Bergdorf erstmals als „Lutenbach“ urkundlich erwähnt.
Als erstes bekanntes Gebäude dieses Ortes gilt das 1348 erwähnte, nahe der Einmündung des Lutenbach in die Truse errichtete Hammerwerk (hamer in der Lutinbach). 1330 verkauften die Herren von Frankenstein große Teile ihrer Herrschaft an die Grafen von Henneberg. Der Ort war auch 1585 von bescheidener Größe und zählte sieben Höfe. Er gehörte zum Amt Herrenbreitungen der hessischen Herrschaft Schmalkalden.
Der Flurname Hospitalsberg westlich der Ortslage erinnert an den einst umfangreichen Grundbesitz des Hospitals von Schmalkalden, das auch durch die im Ort Laudenbach erzielten Erträge aus der Pacht, Land- und Forstwirtschaft mitfinanziert wurde.

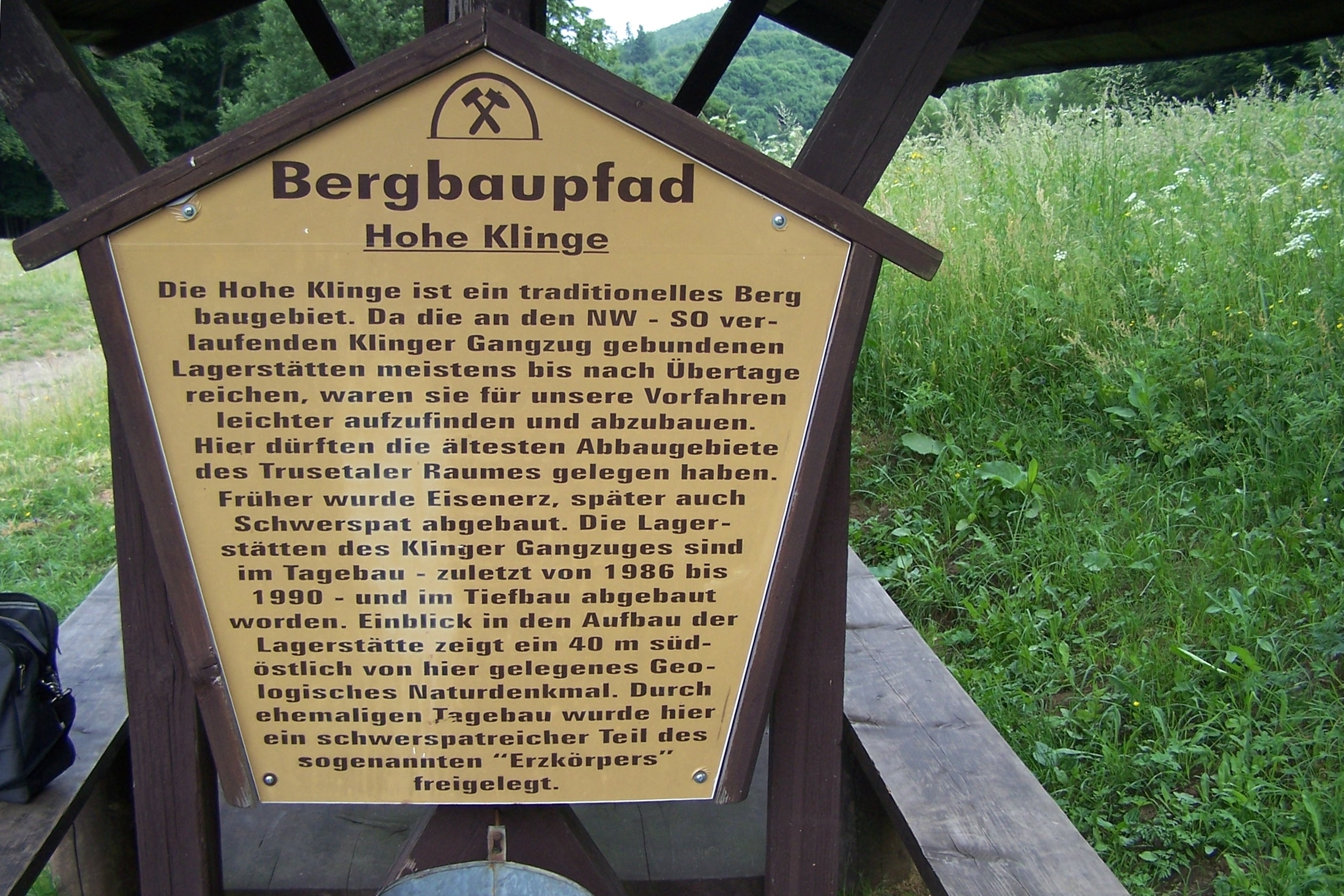
Tafel zum Bergbau an der Hohen Klinge bei Laudenbach

Vom Gebiet der nördlich angrenzenden Hohen Klinge ging seit dem Mittelalter (erstmals 1183 erwähnt) Bergbau aus, der noch bis 1969 fortdauerte. Die in den Gruben geförderten Erze enthielten Spateisenstein, in Oberflächennähe auch Brauneisenstein, das Erz war mit glatter rundlich ausgeprägter Oberfläche auf, derart auffällig wurde es als „Glasköpfe“ bezeichnet. Als Nebengruben wurden in der Gemarkung Laudenbach die Brauneisensteingruben „Gute Hoffnung“, „Rebengrube“, „Klinge“ und „Hübelsberg“ eröffnet. Noch im späten 19. Jahrhundert wurde die Abbautätigkeit auf jährlich über 5000 t gesteigert. Die letzten, mit moderner Fördertechnik ausgestatteten Bergwerke waren „Alter Wiebensender Stollen“, „Tiefer Klinger Stollen“ und „Klingengrabenstollen“. Viele der historischen Pingenzüge am Abbaufeld Klinger Spalte wurden in den 1920er Jahren einplaniert. An die vergangene Blütezeit des Bergbaus erinnert heute ein kleiner heimatkundlicher Lehrpfad, Station 15 beim Rastplatz an der „Hohen Klinge“ am Breitunger Rennsteig. Er wurde vom Heimatverein Bad Liebenstein angelegt.
Laudenbach hatte um 1830 eine bescheidene Größe von 18 Wohnhäusern und 100 Einwohnern erreicht.
Am 1. Juli 1950 kam Laudenbach zur Gemeinde Trusetal, die später in Brotterode-Trusetal aufging. Im Ortsteil gibt es heute ein Pflegeheim und Ferienwohnungen für Feriengäste. Ein von Einwohnern am Judenberg errichteter Skilift ist noch immer ein Ziel vieler Wintersportfreunde in Südwestthüringen.
Im Jahr 2012 hatte der Ortsteil 300 Einwohner.

## Sonstiges
- Als „Sportveranstaltung“ wird das im Sommer stattfindende „Trusetaler Seifenkistenrennen“ angepriesen, es nutzt die gefällereiche Strecke von Laudenbach zum Trusetaler Wasserfall, die am Veranstaltungstag für den öffentlichen Verkehr gesperrt wird.[4]